# Peroxidació lipídica

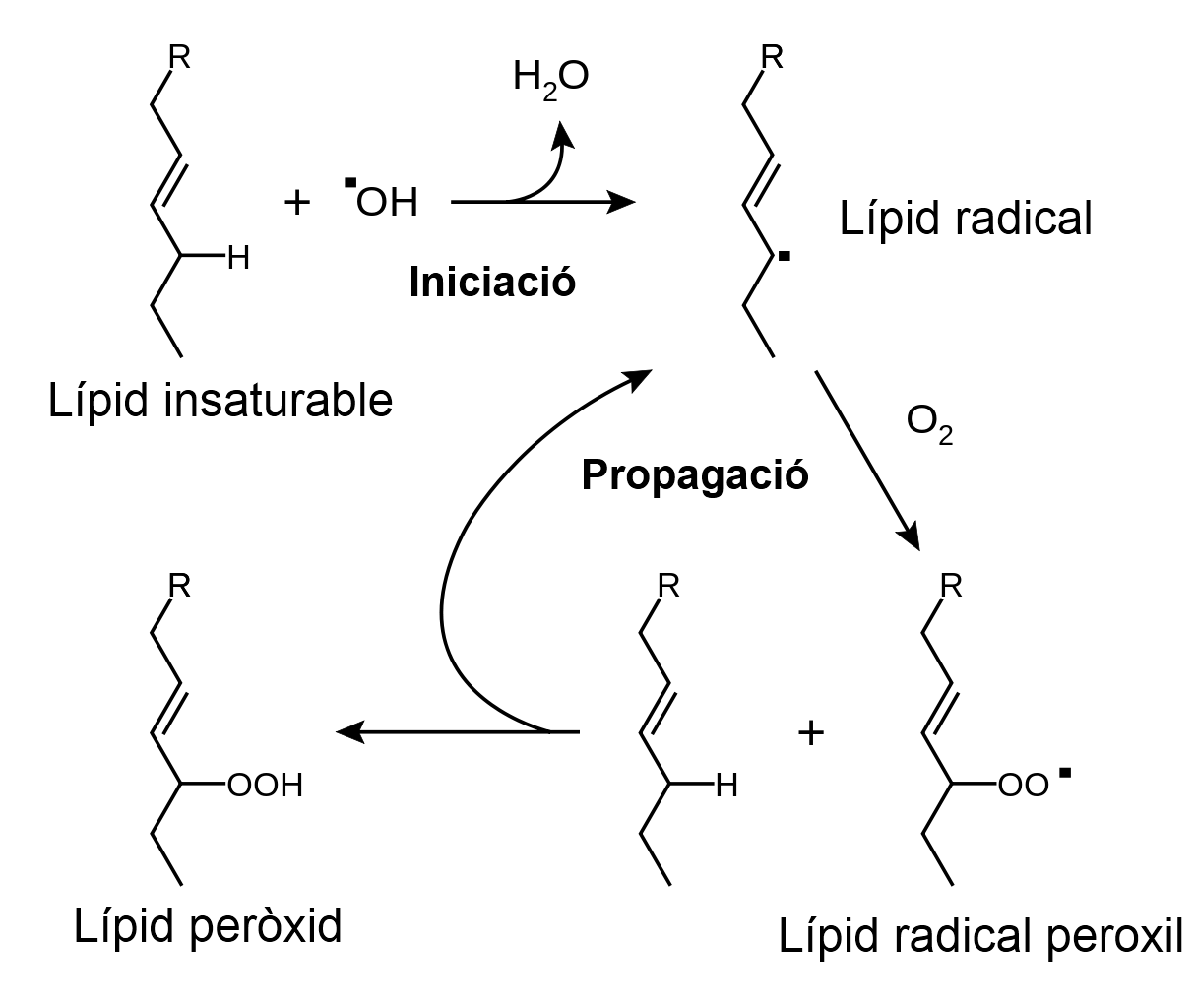
Mecanisme de la peroxidació lipídica.

La peroxidació lipídica  fa referència a la degradació oxidativa dels lípids. És el procés a través del qual els radicals lliures capturen electrons dels lípids a les membranes cel·lulars. Aquest procés és iniciat per un mecanisme de reacció en cadena d'un radical lliure. En la majoria dels casos afecta els àcids grassos poliinsaturados, ja que contenen múltiples dobles enllaços entre els quals es troben els grups metilè (-CH2-) que posseeixen hidrògens particularment reactius. Igual que qualsevol reacció amb radicals, aquesta consisteix en tres passos fonamentals: iniciació, propagació i terminació.

## Iniciació
La iniciació és el pas on es produeix el radical d'àcid gras. Els iniciadores en cèl·lules vives més notables són espècies reactives de l'oxigen, tals com OH·, el qual es combina amb un hidrogen per donar lloc a aigua i a un àcid gras radical.

## Propagació
L'àcid gras radical no és una molècula molt estable, de manera que reaccionen ràpidament amb oxigen molecular, creant d'aquesta manera un àcid gras peroxil radical. Aquest també és una espècie molt inestable per la qual cosa reacciona amb un altre àcid gras donant lloc a un àcid gras radical diferent i a un peròxid lipídic o a un peròxid cíclic si ha reaccionat amb si mateix. Aquest cicle continua, ja que el nou àcid gras radical es comporta de la mateixa manera.

## Terminació
Quan un radical reacciona, sempre produeix un altre radical, és per això que es tracta d'un mecanisme de reacció en cadena. La reacció radical es detindrà quan dos radicals reaccionen i produeixen una espècie no radical. Això ocorre solament quan la concentració d'espècies radicals és prou alta perquè existeixi la probabilitat que es trobin dos radicals. Els organismes han evolucionat diferents molècules que acceleren el procés de terminació atrapant radicals lliures, protegint d'aquesta manera la membrana cel·lular. Un d'aquests importants antioxidants és la vitamina E. Altres antioxidants d'importància inclouen els enzims superòxid dismutasa, catalasa i peroxidasa.

## Perills
Si la reacció no s'acaba amb rapidesa, es produirà dany a la membrana cel·lular, formada principalment per lípids. D'aquesta manera la fototeràpia pot provocar l'hemòlisi rompent la membrana dels eritròcits.
A més, els productes finals de la peroxidació lipídica poden ser mutagènics i carcinogènics. Per exemple el producte final malondialdehid reacciona amb la deoxiadenosina i la deoxiguanosina de l'ADN, formant adductes d'ADN, principalment M1G.

## Assajos
Certs assajos diagnòstics estan disponibles per a la quantificació de productes finals de la peroxidació lipídica, específicament el malondialdehid (MDA). L'assaig més comunament utilitzat es denomina TBARS.